# We Butter the Bread with Butter
We Butter the Bread with Butter est un groupe de metalcore allemand, originaire de Berlin.

## Biographie

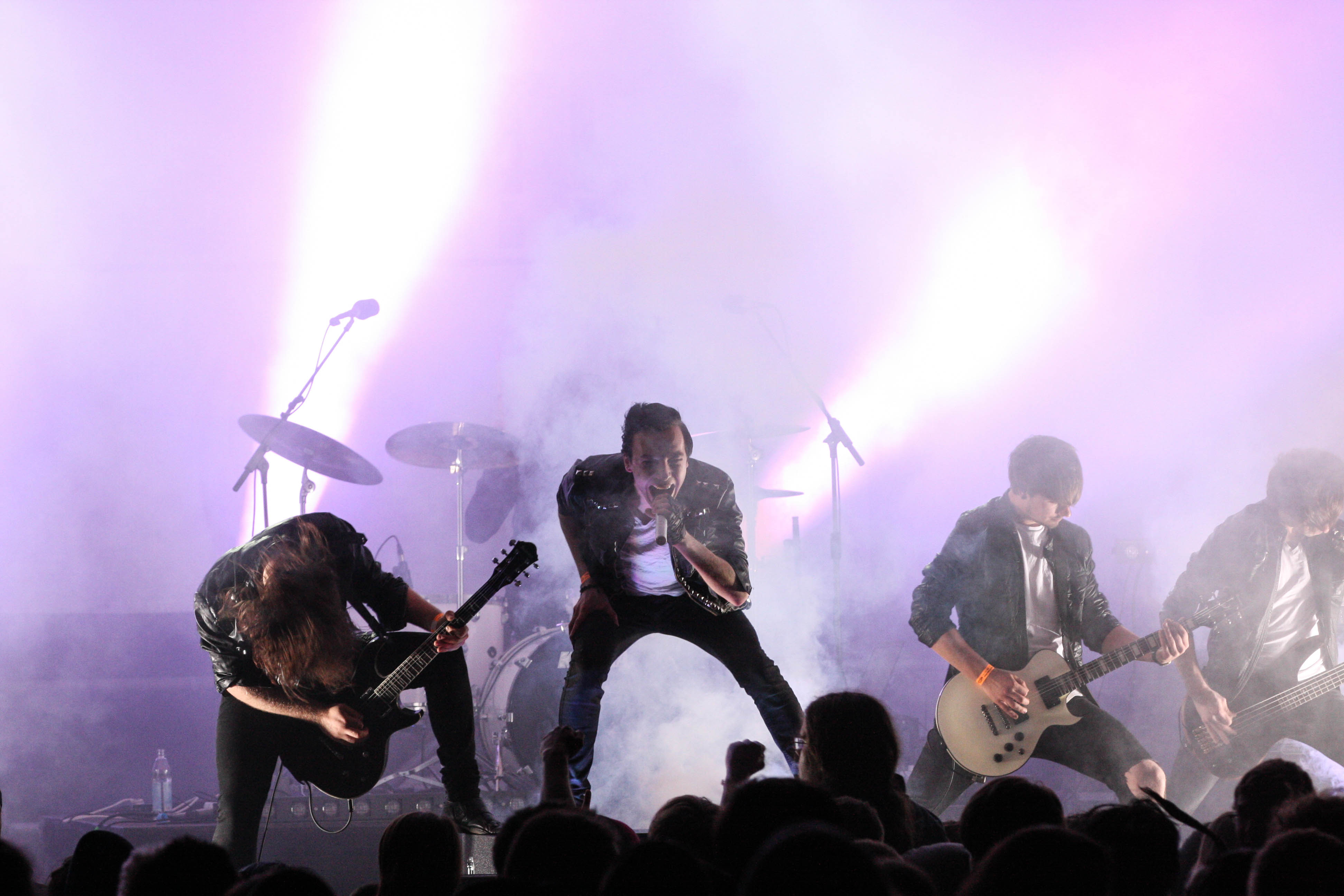
WBTBWB au Rock in Caputh en 2013.

Marcel Neumann, guitariste auprès de Martin Kesici, et Tobias Schultka travaillent ensemble depuis un certain temps et enregistrent un album pendant l'été 2008. Au cours d'une soirée, ils se choisissent un nom absurde pour leur groupe : We Butter the Bread with Butter (« Nous beurrons le pain avec du beurre » en anglais). Das Monster aus dem Schrank est pressé à cent exemplaires et vendu. Il est repris aussitôt par le label Redfield Records qui le ressort au mois de novembre 2008. L'année suivante, il sera vendu aux États-Unis.
Le groupe part en tournée avec Callejon et The Parachutes. Il joue aussi en première partie de A Day to Remember. Après cela, le duo enregistre son deuxième album. Der Tag an dem die Welt unterging sort en mai 2010 en Europe, aux États-Unis et au Japon.
Pour produire l'album suivant, de nouveaux musiciens sont engagés, notamment un batteur. En juillet 2010, Tobias Schultka décide de se retirer du groupe parce qu'il veut se concentrer sur d'autres choses dans sa vie, dit-il. Le 22 novembre 2012, le groupe lance une campagne de financement participatif pour son troisième album, un nouvel EP et d'autres projets. Après avoir atteint l'objectif de 400 précommandes, l'EP Projekt Herz est mis en téléchargement. La sortie de l'album, annoncée pour le début de 2013, est cependant décalée en raison d'un changement de producteurs. Dans une vidéo durant laquelle les membres sont grimés comme les personnages de South Park, ils annoncent la sortie de l'album Goldkinder pour le 9 août 2013. 
Le 12 juin 2014, le groupe publie la chanson Weltmeister sur YouTube. Elle suit le 13 avril 2015 de la chanson Ich mach was mit Medien issue du quatrième album studio, Wieder geil!, prévu pour le 22 mai. Le 22 mai 2015 sort l'album Wieder Geil! au label AFM Records, suivi d'une tournée européenne.

## Style musical
We Butter the Bread with Butter mélange dans ses chansons plusieurs genres tels que le death metal mélodique, le metalcore et l'electro. Le chanteur Tobias Schultka chante en allemand et pratique le chant guttural. Sur l'album Das Monster aus dem Schrank, les membres reprennent des chansons pour enfants.

## Membres

### Membres actuels
- Marcel « Marcie » Neumann – guitare solo, programmations (depuis 2007), guitare rythmique (2007–2010, depuis 2012), guitare basse (2007–2010)
- Can Özgünsür – batterie (depuis 2010)
- Axel Goldmann – guitare basse (depuis 2015)
- Tobias « Tobi » Schultka – chant, batterie, programmations (2007–2010) , chant (depuis 2019)

### Anciens membres
- Kenneth Iain Duncan – guitare rythmique (2010–2012)
- Maximilian Pauly Saux – basse (2010–2015)
- Paul Bartzsch - chant (2010-2019)

## Discographie
- 2008 : Das Monster aus dem Schrank
- 2010 : Der Tag an dem die Welt unterging
- 2012 : Projekt Herz (EP)
- 2013 : Goldkinder
- 2015 : Wieder Geil
- 2021 : Das Album